# 고객 댁내 장치
고객 댁내 장치(Customer-premises equipment) 또는 고객 자급 장치(customer-provided equipment, CPE)는 가입자의 댁내(구내)에 설치되어 통신 사업자의 종단 지점과 연결되는 모든 단말과 관련 장비이다. 분계점(demarc)은 통신 서비스 제공자의 분배 기반 구조나 중앙 시설에 위치한 장비와 고객의 장비가 분리되는 건물 내 지점이다.
고객 댁내 장치(CPE)는 통신 서비스 사업자의 서비스에 연결하고 LAN(Local Access Network)을 통하여 집안 내에서 서비스를 사용할 수 있게 하는 제품으로 보통 전화, 라우터, 스위치, 주거용 게이트웨이(residential gateways, RG), 셋톱 박스, 유무선 통합(fixed mobile convergence) 제품, 홈 네트워킹 어댑터, 인터넷 접근 게이트웨이 등을 의미한다.
또한 주요 전화 시스템과 대부분의 사설 전화 교환기를 포함한다. 과전류 보호 장치 및 공중 전화는 제외된다.
CPE는 가입자가 직접 구매한 장비 또는 서비스 제공자가 제공한 장비를 가리킨다.

## 역사
"고객 댁내 장치(Customer-premises equipment)"와 "고객 자급 장치(customer-provided equipment)", 이 두 단어가 고객 댁내 장치의 역사를 말해 준다.
1934년 통신 사업이 시작된 이래, 미국에서는 벨 시스템(Bell System)의 독점이 이어졌다. 벨 시스템은 네트워크에 다른 사람 소유의 장비를 부착하거나 다른 전화를 부착할 수 없는 전화를 판매하였다. 따라서 고객의 대지(주택) 안에 있는 전화는 벨 시스템의 소유였다. 여기서 고객-댁내 장비라는 말이 생겨났다. 미연방 통신 위원회(U.S. Federal Communications Commission, FCC)는 2차 컴퓨터 조사(Second Computer Inquiry)를 진행하여 통신 사업자들이 통신 서비스에 고객 댁내 장치 끼워 팔기 금지, 고객 댁내 장비 시장에서 통신 서비스 사업자의 독점적 시장 지배력 해제, 경쟁적인 고객 댁내 장치 시장 형성 등을 결정하였다.
벨 시스템의 독점이 점차 붕괴되면서 Hush-A-Phone v. United States [1956]이 시작되었다. 이에 따라 벨 소유가 아닌 장비의 네트워크 연결이 허용되었고(상호 접속), 통신 서비스 업체 소유가 아닌 고객 소유의 고객 댁내 장비 수가 늘어났다. 추가로 개인 소유의 전화를 구매하는 것이 가능해졌다. 이것이 고객 자급 장치(customer-provided equipment)이다.
유료 TV 산업계의 많은 사업자와 서비스 제공자들은 매월 요금에 대한 보상으로 가입자들에게 비디오 서비스를 받을 수 있는 방송 수신기(set-top box)를 대여했다. 비디오와 데이터를 포함한 다중 서비스가 제공됨에 따라, 사업자들은 고객들에게 해당 서비스에 접속하고 가정 내 다른 전자 제품에서 사용할 수 있는 모뎀, 인터넷 게이트웨이, 비디오 연장기(video extenders) 등의 추가적인 장비를 대여할 기회를 제공했다.

## 혼합형(Hybrid) 장치
다중 서비스 사업자가 늘어나고 삼중, 사중 서비스를 제공함에 따라, 가입자들이 음성, 영상, 데이터 서비스 등에 쉽게 접근할 수 있도록 해주는 혼합형 고객 댁내 장치가 필요하게 되었다. 이러한 기술의 발전은 전통적인 방송과 광대역 IP 네트워크 모두를 통해 영상 서비스를 제공하고자 했던 유료 TV 사업자들에 의해 이루어졌다. 2003년, 스페인의 텔레포니카(Telefonica) 사는 Imagineo DTT/IPTV 서비스를 통해 최초로 혼합형 방송과 광대역 TV 서비스를 제공했다. 그리고 2009년에는 폴란드의 위성 사업자 'n' 사가 3-방향 혼합형 방송과 광대역 TV 서비스를 시작했다.

## 같이 보기
- TR-069

## 참조
1. ↑  “Cybertelecom :: 고객 댁내 장치”. 2023년 6월 2일에 원본 문서에서 보존된 문서. 2012년 5월 2일에 확인함.
2. ↑  “보관된 사본”. 2013년 6월 6일에 원본 문서에서 보존된 문서. 2012년 5월 2일에 확인함.
3. ↑  http://www.broadbandtvnews.com/2009/09/12/adb-takes-%E2%80%98n%E2%80%99-hybrid-ibc09/